# Revolta de Wuchang

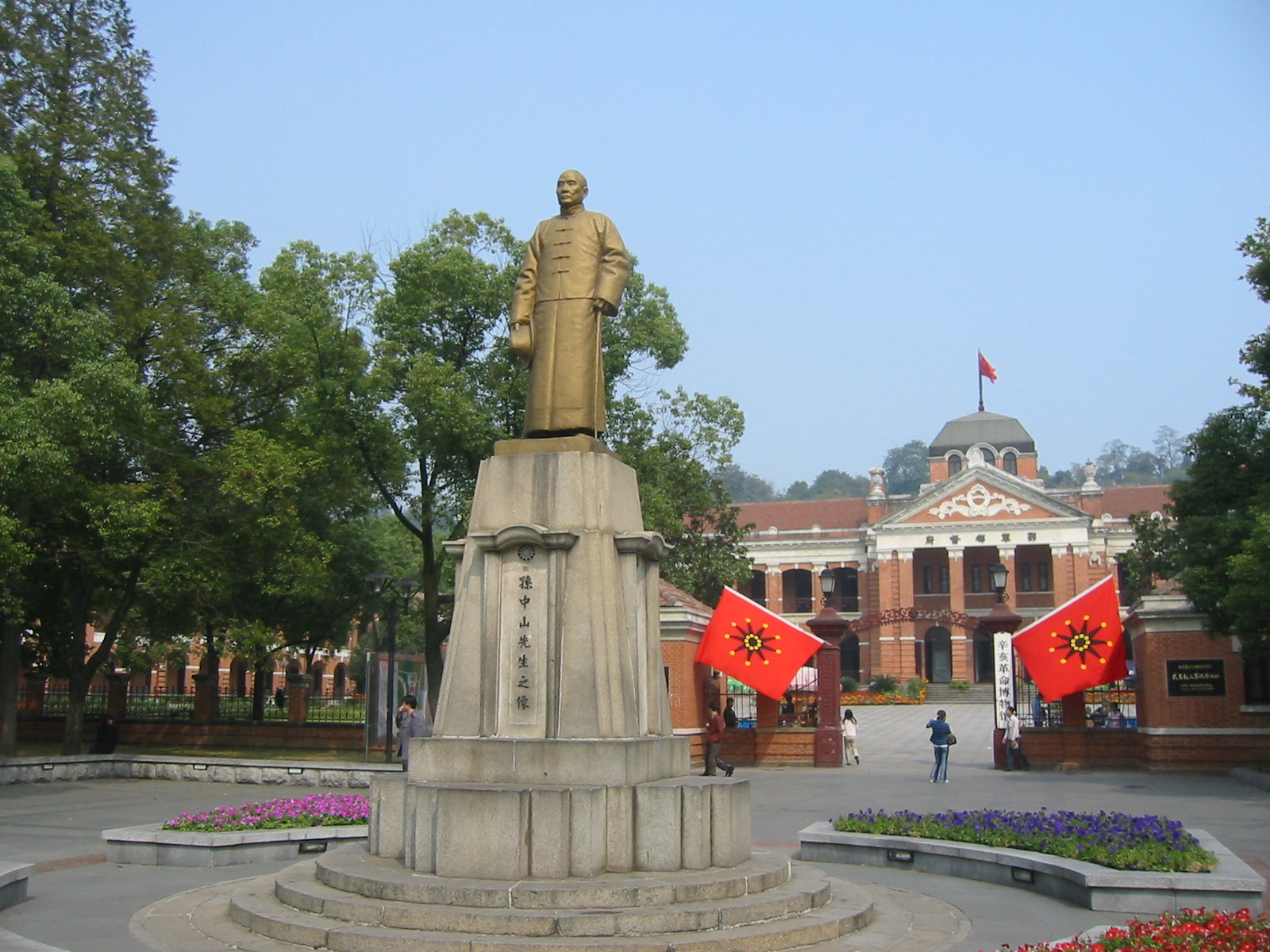
Estátua actual de Sun Yat-sen em Wuchang, em frente ao edifício que foi sede do governo revolucionário estabelecido depois do levantamento.

A Revolta de Wuchang foi uma rebelião armada contra a dinastia Qing que ocorreu em Wuchang (agora Distrito de Wuchang em Wuhan) na província chinesa de Hubei em 10 de outubro de 1911, dando início à Revolução Xinhai, que derrubou com sucesso a última dinastia imperial da China. A revolta foi liderada por elementos do Novo Exército, influenciados pelas ideias revolucionárias da Tongmenghui. A revolta e a eventual revolução levaram diretamente à queda da dinastia Qing, após quase três séculos de governo imperial, e ao estabelecimento da República da China (ROC), que comemora o aniversário da eclosão da revolta em 10 de outubro como o Dia Nacional da República da China.
A revolta originou-se do descontentamento popular com uma crise ferroviária, e o processo de planejamento aproveitou-se da situação. Em 10 de outubro de 1911, o Novo Exército estacionado em Wuchang lançou um ataque à residência do Vice-rei de Huguang. O vice-rei Ruicheng rapidamente fugiu da residência, e os revolucionários logo assumiram o controle de toda a cidade.

## Contexto

### Tongmenghui
Em 1895, a China foi derrotada decisivamente pelo Japão na Primeira Guerra Sino-Japonesa. Os intelectuais na China estavam divididos em várias facções. Os reformistas monarquistas constitucionais, liderados por Kang Youwei e Liang Qichao, assumiram o controle inicialmente e orquestraram a Reforma dos Cem Dias no governo Qing. As reformas fracassaram devido ao Golpe de Wuxu orquestrado pela Imperatriz Viúva Cixi. Desiludidos com a monarquia e o governo Qing, muitos grupos revolucionários começaram a surgir por todo o país. Em 1905, líderes revolucionários como Sun Yat-sen e Song Jiaoren se reuniram em Tóquio para discutir a fusão entre diferentes grupos revolucionários. Um novo grupo, conhecido como Tongmenghui, foi formado após essa reunião.

### Movimento de Proteção Ferroviária
Após a Rebelião dos Boxers, muitas potências ocidentais viram os investimentos ferroviários como parte da consolidação de suas esferas de influência sobre a China. Construções ferroviárias ocorreram em Shandong, Vale do Yangtzé, Kunming e Manchúria. Governos provinciais, com a permissão da corte Qing, também começaram a construir suas próprias ferrovias. A Ferrovia Cantão-Hankou e a Ferrovia Sichuan-Hankou estavam sob a supervisão de Guangdong, Hunan, Hubei e Sichuan. Enfrentando dificuldades financeiras, em parte devido ao pagamento contínuo de indenizações do Protocolo Boxer, a corte Qing recorreu a Sheng Xuanhuai em 1910, um "capitalista burocrático clássico", e aderiu à sua política de obtenção de empréstimos estrangeiros através da nacionalização de todas as linhas ferroviárias. Esta política encontrou forte resistência, particularmente em Sichuan, e a resistência rapidamente se transformou em um movimento conhecido como Movimento de Proteção Ferroviária de Sichuan. Em resposta, a corte Qing suprimiu a agitação à força, contribuindo para o declínio da popularidade de seu governo. Em 11 de agosto, houve greves e manifestações em massa em Chengdu. Em 7 de setembro, o Vice-rei de Sichuan, Zhao Erfeng, foi instruído a "intervir vigorosamente", e ele ordenou a prisão dos líderes-chave da Liga de Proteção Ferroviária, seguido de ordens para que as tropas abrissem fogo contra os manifestantes. Lutas subsequentes ao redor de Chengdu resultaram na desmobilização de tropas para Sichuan, vindas do centro da China, o que mais tarde se tornou um fator importante no sucesso da Revolta de Wuchang.(p287)
Enquanto isso, a inação quanto à nacionalização das linhas ferroviárias em Hunan e Hubei foi criticada pela imprensa local. A confiança no governo Qing entre a população continuou a deteriorar-se em resposta à escalada da crise ferroviária.

## Prelúdio

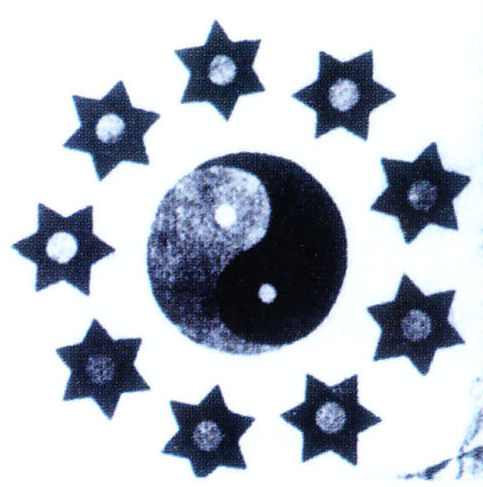
Bandeira militar de nove estrelas de Wuchang, com o símbolo Taijitu no centro

Bandeira da Revolta de Wuchang, mais tarde usada como a bandeira do exército da República da China de 1913 a 1928

Havia dois grupos revolucionários na área de Wuhan, a Sociedade Literária (文學社) e a Associação Progressista (共進會). Esses grupos, liderados por Jiang Yiwu (蔣翊武) e Sun Wu (孫武), respectivamente, trabalharam em estreita colaboração como comandante e chefe do estado-maior dos esforços revolucionários em Wuhan. No início de setembro de 1911, esses dois grupos começaram a negociar com a Tongmenghui (同盟會) uma possível colaboração na próxima revolta. A data foi originalmente marcada para 6 de outubro, durante o Festival do Meio do Outono. A data foi posteriormente adiada devido à preparação inadequada. Em 9 de outubro, enquanto Sun Wu supervisionava a fabricação de dispositivos explosivos na concessão russa em Hankou, um dos dispositivos explodiu inesperadamente, causando ferimentos graves em Sun. Quando ele foi hospitalizado, a equipe do hospital descobriu sua identidade e alertou as autoridades Qing.

## Motim do Novo Exército
Com suas identidades reveladas, os revolucionários no Novo Exército estacionado em Wuchang enfrentavam prisão iminente pelas autoridades Qing. A decisão foi tomada por Jiang Yiwu, da Sociedade Literária, de lançar imediatamente a revolta, mas o plano foi revelado ao Vice-rei de Huguang, que ordenou uma repressão aos revolucionários, prendendo e executando vários membros proeminentes. 
Na noite de 10 de outubro, Wu Zhaolin (吴兆麟), como comandante provisório, liderou os elementos revolucionários do Novo Exército em um motim contra a guarnição Qing em Huguang, capturando a residência do Vice-rei no processo, além de garantir pontos estratégicos na cidade após intensos combates. Com a fuga do Vice-rei, a guarnição Qing entrou em desordem. Entre a noite de 10 de outubro e o meio-dia do dia 11, "mais de 500 soldados manchus foram mortos", com "mais de 300 capturados".

## Estabelecimento do governo militar de Hubei
Em 11 de outubro, os amotinados estabeleceram um governo militar representando a província de Hubei e persuadiram um dos oficiais de alta patente do Novo Exército, Li Yuanhong, a ser o líder temporário. Li inicialmente resistiu à ideia, mas foi eventualmente convencido pelos amotinados após ser abordado por eles. O recém-estabelecido governo militar conseguiu confirmar que as potências estrangeiras não interviriam na revolta, e eles levantaram a bandeira "sangue de ferro de 18 estrelas" enquanto sinalizavam para que outras províncias seguissem seu exemplo. Em 12 de outubro, os revolucionários marcharam em direção ao resto da província, capturando Hankou e Hanyang no processo.

## Batalha de Yangxia
Em resposta à revolta, o governo Qing pediu ajuda a Yuan Shikai e ao Exército de Beiyang para marcharem em direção a Wuchang. Para os revolucionários, Huang Xing chegaria a Wuhan no início de novembro para assumir o comando. As posições das forças revolucionárias em Wuhan foram subsequentemente atacadas pelo Exército de Beiyang, e as tropas imperiais logo recapturaram Hankou em 1 de novembro e Hanyang em 27 de novembro. A ofensiva foi interrompida após a captura dessas duas posições, à medida que Yuan Shikai começou a negociar secretamente com os revolucionários.

## Consequências
A Revolta de Wuchang pegou muitos líderes revolucionários de surpresa; Huang Xing e Song Jiaoren não conseguiram chegar a Wuchang a tempo. Sun Yat-sen estava viajando pelos Estados Unidos fazendo palestras para chineses no exterior com o objetivo de arrecadar fundos quando a revolta ocorreu. Embora Sun tenha recebido um telegrama de Huang Xing, ele não conseguiu decifrá-lo, descobrindo sobre a revolta apenas na manhã seguinte através do jornal. Após o sucesso da revolta em Wuchang, os revolucionários enviaram telegramas para outras províncias pedindo que seguissem seu exemplo, e dezoito províncias no Sul e Centro da China concordaram em se separar do governo Qing até o final de dezembro de 1911.
Como parte da resolução da revolta, o governo Qing concordou com uma anistia geral para os prisioneiros políticos.(p44) Wang Jingwei estava entre os libertados.(p44)
No mesmo mês, Sun retornou à China para participar das eleições presidenciais provisórias e foi eleito. Representantes das províncias secessionistas se reuniram em 1 de janeiro de 1912 e declararam a fundação da República da China com Sun sendo empossado como o primeiro presidente. A nova república então negociou com Yuan Shikai para pressionar o governo Qing a se render, oferecendo-lhe a presidência no processo. Em 12 de fevereiro de 1912, a Imperatriz Viúva Longyu, em nome de Aisin Gioro Puyi, o imperador Xuantong, anunciou a abdicação do trono Qing, marcando o fim da dinastia.

### Citações
1. 1 2 3 4 5 6 7 8 9 10 11 12 13 14 15 16 17 18  Esherick & Wei 2013.
2. ↑  Kim, Samuel S. (2006). The Two Koreas and the Great Powers. [S.l.]: Cambridge University Press. p. 2. ISBN 978-0-521-66899-6. doi:10.1017/cbo9780511510496
3. 1 2 3 4 5 6 7 8 9 10 11 12  Bergère & Lloyd 1998.
4. ↑  Driscoll, Mark W. (2020). The Whites are Enemies of Heaven: Climate Caucasianism and Asian Ecological Protection. Durham: Duke University Press. ISBN 978-1-4780-1121-7
5. 1 2  Yang, Zhiyi (2023). Poetry, History, Memory: Wang Jingwei and China in Dark Times. Ann Arbor: The University of Michigan Press. ISBN 978-0-472-05650-7